# گالکاداولا
گالکاداولا (به لاتین: Galkadawela) یک منطقهٔ مسکونی در سری‌لانکا است که در استان مرکزی (سری‌لانکا) واقع شده‌است.